# Karateci Kız
Karateci Kız (en inglés: Karate Girl; en español: Chica de Kárate) es una película turca de 1973.  Dirigida por Orhan Aksoy, y en el reparto incluye a la popular actriz turca Filiz Akın, y actor Ediz Hun.

## Sinopsis
Zeynep vive con su anciano padre. Ella ha perdido su capacidad de hablar debido a un accidente, y necesita una operación con el fin de ser capaz de hablar de nuevo. 
Un día, cinco fugitivos de prisión vienen a su casa y matan al padre de Zeynep, toman su dinero y la atacan. Debido al shock, Zeynep recupera su capacidad de hablar. Los fugitivos son detenidos; pero Zeynep quiere vengarse, por lo tanto, se dice que los fugitivos no son los que les han atacado. La policía designa Murat para que le dieran un comunicado. 
Murat le enseña cómo usar una pistola y un poco de karate, pero ella todavía no sabe que él es un policía. Se enamoran y deciden casarse. En su boda, los prisioneros matan Murat. Ahora nada puede detener a Zeynep de tomar venganza. Ella se convierte en una mujer policía y caza a los fugitivos uno por uno.

## Elenco
- Filiz Akın - Zeynep
- Ediz Hun - Murat AkdoğUn
- Bülent Kayabaş - Ferruh
- Hayati Hamzaoğlu
- Kudret Karadağ
- Nubar Terziyan
- Necati Er

## Vídeo viral
En septiembre de 2012, la película ganó notoriedad en un video viral de YouTube que cuenta con el personaje principal Zeynep (interpretado por Akın) dando varios tiros al antagonista Ferruh (interpretado por Bülent Kayabaş), mientras este va dejando unos gritos interminables hasta que cae a su muerte. 
El vídeo, titulado como la "peor escena de muerte de película jamás vista", ganó más de 17 millones de vistas desde su fecha de subida en 26 de septiembre de 2012. Aunque el citado clip fue editado del original para agregar el grito interminable, los espectadores señalaron que los gritos, así como la lenta acción del actor recibiendo los disparos, sólo agrega el humor del vídeo.
El 15 de mayo de 2013, WatchMojo.com puesto esta escena de muerte en el #1 en su lista denominada "Otro Top 10 hilarante de muertes de película".

### Parodia
En un capítulo de Regular Show titulado como "Every Meat Burritos" (Burrito Multicarne en Latinoamérica, Burrito total en España) esta misma escena es parodiada.